# 列寧大道 (莫斯科)

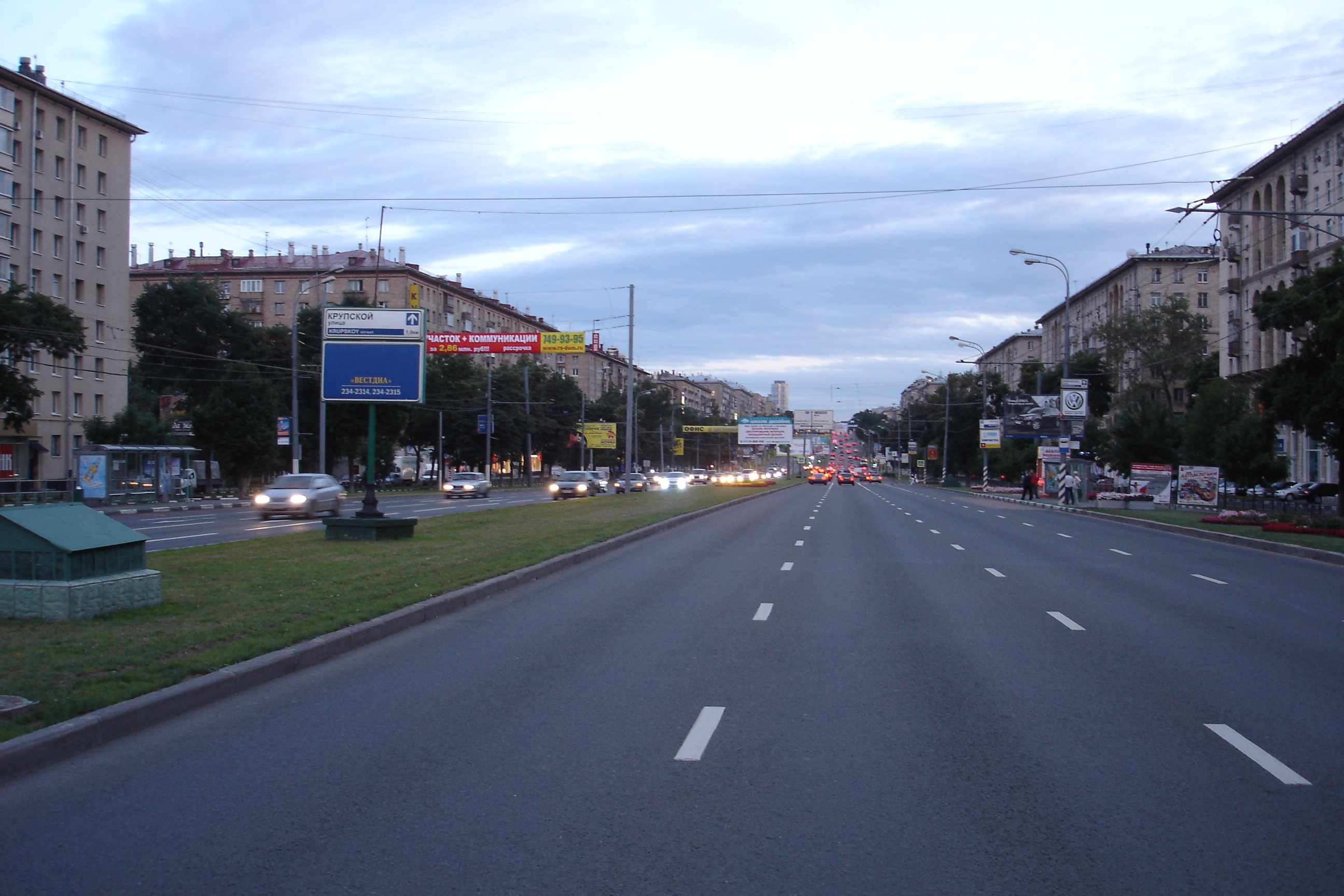
街景

列寧大道（俄语：Ле́нинский проспе́кт）是俄羅斯首都莫斯科的一條街道。位於莫斯科河南岸、花園環路和莫斯科環城公路之間。呈東北-西南走向，東連卡盧加廣場（大亞基曼卡大街），西接基輔公路。長12.9公里。
莫斯科市議會在1957年12月13日把街頭以蘇聯開國領袖列寧命名，以紀念十月革命四十周年。